# Brandon Mull
Brandon Mull (nacido el 8 de noviembre de 1974) es un escritor estadounidense de literatura juvenil. Es principalmente conocido por la pentalogía de libros Fablehaven, publicada entre 2006 y 2011, y la trilogía Beyonders (2011-2013). También es el autor de The Candy Shop War y su secuela, The Arcadeland Catastrophe; y del libro ilustrado Pingo (con Brandon Dorman) y su precuela,  Pingo and the Playground Bully.

## Primeros años
Mull estudió en las secundarias Pomperaug High School y Westlake High School en Connecticut y California, respectivamente. Luego prosiguió con sus estudios en la Universidad Brigham Young, en Utah.
Mull sirvió dos años en Chile como misionero de La Iglesia de Jesucristo de los Santos de los Últimos Días. Antes de dedicarse a escribir fue comediante, trabajó en una oficina, instaló patios, promovió películas y se dedicó a la publicidad, entre otras ocupaciones.

## Carrera literaria
Después de graduarse de la universidad de Brigham en el 2000, empezó a trabajar en su primera novela larga, la cual fue rechazada por muchos agentes hasta que a un editor de Shadow Mountain Publishing le pareció prometedor. Shadow Mountain no compró el primer libro, pero le pidieron ver algo más y fue entonces cuando escribió Fablehaven, que fue finalmente publicada por la editorial.
Fablehaven cuenta con cinco libros, todos traducidos al español. La serie, publicada entre 2006 y 2011, ha alcanzado altas posiciones en la lista de The New York Times bestsellers y ha sido varias veces catalogado como «un candidato sólido en convertirse en la próxima serie de fantasía», en alusión a reemplazar a Harry Potter. La pentalogía, traducida a varios idiomas, ha vendido dos millones de copias en Estados Unidos. Los derechos para producir una película han sido obtenidos por Avi Arad, quien también ha producido Iron Man y Spider-Man.
En 2007, Mull publicó The Candy Shop War, su primer libro fuera de la serie Fablehaven. Cinco años después, en octubre de 2012, una secuela titulada The Arcade Catastrophe fue publicada. En 2009 publicó junto a Brandon Dorman, el ilustrador de la serie Fablehaven, su primer libro para niños pequeños: Pingo, el cual contó a su vez con una precuela, publicada en septiembre de 2012 y titulada Pingo and the Playground Bully.
Tras finalizar la serie Fablehaven, Mull publicó Beyonders: A World Without Heroes en 2011. El libro es el primero de la nueva trilogía Beyonders, la serie que había tenido originalmente la intención de publicar pero había sido rechazada en un primer momento. En marzo de 2012 salió a la venta el segundo libro de la trilogía, Beyonders: Seeds of Rebellion y en marzo de 2013 salió el tercero, Chasing the Prophecy. Tanto A World Without Heroes como Seeds of Rebellion han alcanzado la posición número uno en la lista de The New York Times bestsellers.
En 2013, Mull también publicó Wild Born, el primer libro de una serie de siete libros que tuvo en cada secuela un escritor distinto y cuyo mundo de fantasía fue convertido en un videojuego en línea. Al año siguiente inició la pentalogía Cinco reinos, cuyo quinto libro se espera para el 2017.
Actualmente recorre Estados Unidos visitando colegios y librerías.

## Libros

### Saga Fablehaven

#### Fablehaven
- Fablehaven (14 de junio de 2006)
- La ascensión del lucero de la tarde (1 de mayo de 2007)
- La plaga de la sombra (12 de abril de 2008)
- Los secretos del santuario del dragón (24 de marzo de 2009)
- Las llaves de la prisión de los demonios (23 de marzo de 2010)
- The Caretaker's Guide to Fablehaven (13 de octubre de 2015)

#### Dragonwatch
Secuela de Fablehaven compuesta por cinco libros que vio la luz en mayo de 2017.
- A Fablehaven Adventure, (no lo han traducido al español) (2017)
- Wrath of the Dragon King, (no lo han traducido al español) (2018)
- Master of the Phantom Isle, (no lo han traducido al español) (2019)
- Champion of the Titan Games, (no lo han traducido al español) (2020)
- Return of the Dragon Slayers, (no lo han traducido al español) (2021)

### Cinco reinos
- Los invasores del cielo (11 de marzo de 2014)
- El caballero solitario (18 de noviembre de 2014)
- Guardianes de los cristales (17 de marzo de 2015)
- Tejedores de Sombras (16 de enero de 2017)
- Time jumpers (no lo han traducido al español.) (marzo de 2018)

### Beyonders
- A World Without Heroes (15 de marzo de 2011)
- Seeds of Rebellion (13 de marzo de 2012)
- Chasing the Prophecy (12 de marzo de 2013)

### Candy Shop War
- The Candy Shop War (11 de septiembre de 2007)
- The Candy Shop War: The Arcadeland Catastrophe (23 de octubre de 2012)

### Pingo
- Pingo (5 de agosto de 2009)
- Pingo and the Playground Bully (9 de octubre de 2012)

### Spirit Animals
- Spirit Animals: Indomables (2013)
- Spirit Animals: La Caza (2014)
- Spirit Animals: Lazos De Sangre (2015)
- Spirit Animals: Fuego Y Hielo (2015)
- Spirit Animals: Contra La Marea (2016)
- Spirit Animals: Tras La Caída (2016)
- Spirit Animals: El Árbol Eterno (2017)
- Special Edition: Tales of the Great Beasts (2014)